# 10NES
 (novembre 2018).
Pour un article plus général, voir Nintendo Entertainment System.

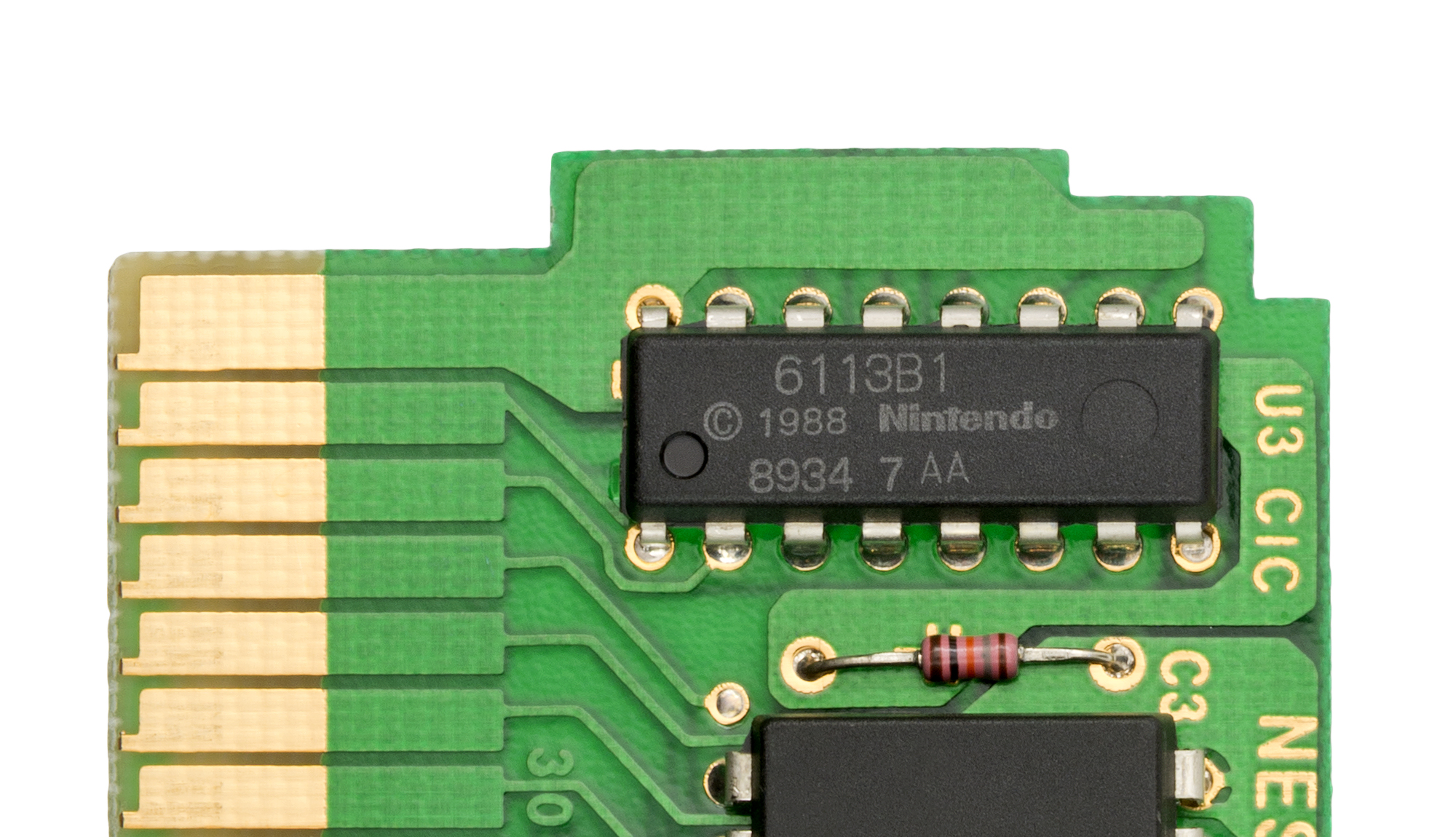
Puce 10NES d'une cartouche Tetris.

10NES est un système de verrouillage de la console de jeux vidéo Nintendo Entertainment System (NES). L'objectif de ce système est d'empêcher les jeux non accrédités par Nintendo de s'exécuter sur la console.
Cette mesure technique de protection a été mise en place par Nintendo en réaction à l'effondrement du marché du jeu vidéo en 1983, afin de contrôler l'origine des cartouches de jeux utilisées sur sa console. Seuls les jeux bénéficiant d'une licence acquise auprès du constructeur pouvaient inclure la puce 10NES sur leur support, leur permettant de fonctionner sur les NES.
Le 10NES a été breveté et le code source a été protégé par les droits d'auteur ; seul Nintendo a pu produire les puces de sécurité.
Le brevet couvrant le 10NES a expiré le 24 janvier 2006, bien que le copyright sur les cartouches soit toujours effectif.

## Conception
Le système est composé de deux parties :
- un microcontrôleur Sharp 4 bits SM590 dans la NES qui va s'assurer de l'authenticité de la cartouche insérée[1]’[2]
- une puce dans la cartouche qui renvoie le code 10NES sur demande[3]

Si la cartouche ne renvoie pas de code d'authentification, alors le 10NES réinitialise constamment le CPU de la console, ce qui empêche celle-ci de démarrer.

## Contournement
La plupart des sociétés développant des jeux non licenciés contournaient l'authentification en implantant dans leurs cartouches un circuit rendant inopérant, au moyen d'un pic de tension, la puce 10NES de la console’. Nintendo empêcha cette technique de fonctionner dans des révisions matérielles ultérieures de la NES.
Quelques jeux non licenciés distribués en Europe et en Australie (par exemple les jeux HES) se présentaient sous forme d'un dongle devant être connecté à une cartouche licenciée, afin d'utiliser la puce 10NES de cette cartouche.
Une autre technique appelée dézonage consiste à casser la 4e broche (à partir de la gauche) du bas de la puce à l'aide d'un petit tournevis, ce qui rendra la protection inefficace.
Nintendo attaque également en justice l'entreprise Tengen pour violation de droits d'auteur, cette dernière a en effet conçu la puce Rabbit en obtenant une description du code de la puce de verrouillage auprès de l'institution United States Copyright Office.